# Михайловка (Верх-Койонська сільрада)
Михайловка (рос. Михайловка) — присілок у Іскітимському районі Новосибірської області Російської Федерації.
Входить до складу муніципального утворення Верх-Койонська сільрада. Населення становить 228 осіб (2010).

## Історія
Згідно із законом від 2 червня 2004 року органом місцевого самоврядування є Верх-Койонська сільрада.

## Населення
| 2002 | 2007 | 2010 |
| ---- | ---- | ---- |
| 301  | ↗322 | ↘228 |